# Кларк, Роза
Роза (Рози) Кларк (англ. Rose Clark, настоящее имя англ. Harriette Candace Clark; 1852—1942) — американская художница и фотограф. Была дружна с американской поэтессой и фотографом Elizabeth Flint Wade, выставляясь вместе с ней под именем «Rose Clark and Elizabeth Flint Wade».

## Биография

Работа Кларк Maternite

Родилась в 1952 году в городе Ла-Порт, штат Индиана.
Обучалась искусству и позже преподавала живопись в 1880-х годах в школе Saint Margaret’s School в Буффало, штат Нью-Йорк. Одной из её учениц была Mabel Dodge Luhan, на вилле которой во Флоренции спустя некоторое время работала Роза Кларк.
С 1890 года Кларк занялась фотографией и работала самостоятельно до 1898 года. Затем, познакомившись с другим фотографом — Elizabeth Flint Wade, обе женщины начали свою совместную 12-летнюю деятельность в области фотографии. Около 1900 года Роза начала переписку с фотографом Альфредом Штиглицем, который всячески поддерживал и наставлял её в искусстве. Штиглиц указал в своей статье в журнале Century Magazine в 1902 году, что она вместе с Гертрудой Кезебир, Eva Watson-Schütze и Mary Devens — были в числе десяти самых известных американских фотографов того времени.
Около 1920 года Роза Кларк переехала из Буффало в Нью-Йорк, где успешно продавала свои работы, но в 1926 году снова вернулась в Буффало. Она никогда не была замужем и мало известно о её личной жизни.
Умерла в Буффало 28 ноября 1942 года. Похоронена на родине в городе Ла-Порт.

## Кларк и Уэйд
Впервые обе женщины-фотографы совместно экспонировались в рамках Buffalo Society of Artists и New York Camera Club в 1899 года. Более следующих десяти лет их фотографии были представлены на крупнейших выставках по всему миру, включая Чикагский институт искусств, Пенсильванскую академию изящных искусств, Галерею Коркоран, Photo Club de Paris, а также Всемирную выставку 1904 года в Сент-Луисе и Pan-American Exposition в Буффало в 1901 году. В 1902 году Штиглиц выпустил портфолио их работ American Pictorial Photography ограниченным тиражом в 150 экземпляров, чтобы показать лучшие фотографии женщин для ценителей этого вида искусства. Сотрудничество фотографов закончилось около 1910 года. Причиной распада творческого дуэта неизвестна, возможно, это было обусловлено изменением в здоровье Уэйд, которая умерла пять лет спустя.